# Pleurotus populinus
Pleurotus populinus hay Nấm sò cây dương lá rung là một loài nấm bản địa Bắc Mỹ. Nó được tìm thấy trên gỗ mục cây dương lá rung và cây dương (chi Populus). Dù về mặt hình thái học tương tự như Pleurotus ostreatus và Pleurotus pulmonarius, nó tỏ ra là một loài riêng biệt không thể lai tạo với nhau. P. populinus được cho là ăn được. Không giống như P. ostreatus, ra quả vào mùa thu và mùa đông, nấm P. populinus ra quả vào cuối mùa xuân và mùa hè.